# Álvaro Cunhal
Álvaro Barreirinhas Cunhal (ur. 10 listopada 1913 w Coimbrze, zm. 13 czerwca 2005 w Lizbonie) – portugalski działacz komunistyczny.
W 1934 został sekretarzem studenckiej organizacji młodych komunistów portugalskich, która była jawnie wroga wobec reżimu dyktatorskiego premiera Antonio de Oliveiry Salazara. Dwukrotnie go aresztowano: po raz pierwszy w 1940, po raz drugi w 1949. Otrzymał wyrok 30 lat więzienia, jednak w 1960 udało mu się zbiec i znaleźć schronienie w Moskwie, po czym osiadł w Paryżu. W latach 1961–1992 pełnił funkcję sekretarza generalnego Portugalskiej Partii Komunistycznej (PCP) (został 1961 wybrany na to stanowisko przez aklamację w Portugalii). W latach 1962–1974 przebywał na emigracji. W 1974 powrócił po rewolucji goździków i został członkiem rządu tymczasowego. W latach 1974–1975 minister bez teki. Wystąpił z rządu po krótkim czasie, by objąć przywództwo ultralewicowych ugrupowań. W 1992 zrezygnował z działalności politycznej i poświęcił się pisaniu esejów oraz artykułów pod pseudonimem Manuela Tiago.